# Manuel Mejuto González

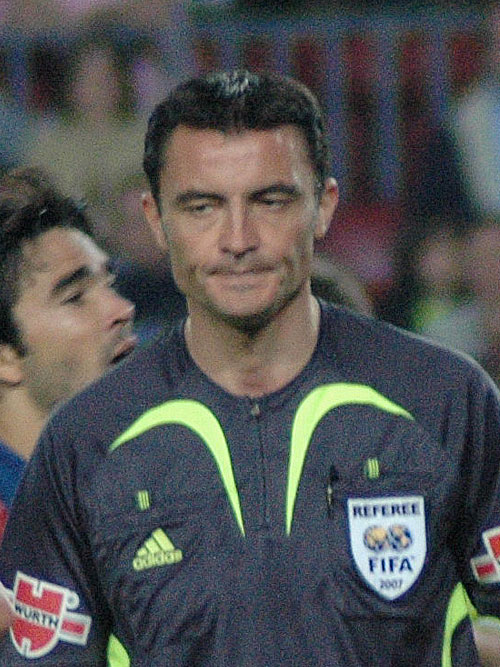
Mejuto González tijdens FC Barcelona - Getafe CF

Manuel Mejuto González (La Felguera, 16 april 1965) is een Spaanse voetbalscheidsrechter actief op mondiaal niveau. Mejuto González was aanvankelijk een van de in totaal 23 scheidsrechters tijdens het Wereldkampioenschap voetbal 2006 in Duitsland, maar kwam bij de laatste test niet zonder kleerscheuren door de fitnesstest en moest daardoor het WK aan zich voorbij laten gaan. Zijn landgenoot en collega Luis Medina Cantalejo ging wel naar het WK.
Mejuto González fluit sinds 2001 op internationaal niveau in dienst van de FIFA, en de UEFA. Hij floot onder andere wedstrijden in de UEFA Cup, UEFA Champions League, de EK voetbal 2004 en in EK- en WK-kwalificatiewedstrijden.

## Statistieken
| evenement                        | wed | Kreeg geel | Kreeg voor de tweede keer geel en dus rood | Weggestuurd |
| -------------------------------- | --- | ---------- | ------------------------------------------ | ----------- |
| Vriendschappelijk                | 2   | 5          | 0                                          | 0           |
| UEFA Cup                         | 2   | 5          | 0                                          | 0           |
| UEFA Champions League            | 24  | 63         | 2                                          | 0           |
| UEFA EK kwalificatie 2004        | 4   | 18         | 0                                          | 0           |
| EK voetbal 2004                  | 2   | 8          | 1                                          | 0           |
| UEFA WK kwalificatie 2006        | 6   | 15         | 0                                          | 0           |
| Wereldkampioenschap voetbal 2006 | 0   | 0          | 0                                          | 0           |
| Totaal                           | 40  | 114        | 3                                          | 0           |

* Bijgewerkt tot 11 april 2006